# 花街時代
《花街時代》（英語：My name ain't Suzie）是1985年上映的香港電影，由陳安琪執導，顧嘉玲、黃秋生、夏文汐、葉德嫻主演。劇情講述女主角水美麗由艇家上岸當紅燈區酒吧女的命運興衰。本片是香港新浪潮的代表作之一，為1980年代的話題作，入圍第22屆金馬獎及第5屆香港電影金像獎共四項提名，最終葉德嫻憑本作榮獲香港電影金像獎最佳女配角。

## 劇情
水美麗（夏文汐 飾）在大澳漁村與朋友共居舢板。為了過上更好的生活，她前往灣仔紅燈區的酒吧「Lucky Bar」工作。經過前輩小玲玉（于倩 飾）的調教，她在這裡遇見了有一半美國血統的Jimmy（黃秋生 飾）並墜入愛河。可惜Jimmy此時找到了一直尋覓已久的生父，後隨父回美生活。這段無疾而終的感情關係令深覺被背叛的水美麗陷入低潮，經歷了一連串的不幸。在走投無路的時候，黑幫大姐大黃英（葉德嫻 飾）成為了她唯一的支柱，為她寂寞的人生帶來了可貴的安慰......

## 演員
- 夏文汐 (飾水美麗)
- 黃秋生 (飾Jimmy Koch／占美)
- 葉德嫻	 (客串黃英)
- 于倩 (客串小玲玉)
- 丁珮 (客串芒露)
- 關亦男 (飾鄧良妹)
- 利詩萍 (飾蘇絲犘根)
- 顧嘉玲	 (飾Wednesday)
- 黃浩義
- 王偉 (飾良妹丈夫)
- 謝芳 (飾吧女)
- 雷達
- 曹源達
- 金彪
- 王憾塵
- 曹查理
- 江浪
- 蔡國強
- 林聰
- 陳少佳
- 凌志華
- 周保
- 劉子明
- 江正
- 李恆
- 陳紹華
- 楊德毅
- 王文成
- 王志強

## 電影歌曲

### 主題曲
| 歌名     | 演唱者 | 作曲        | 填詞 |
| 〈情歌〉 | 吳夏萍 | J. Verburgt | 卡龍 |

### 片尾曲
| 歌名         | 演唱者 | 作曲                               | 填詞   |
| 〈尖東海旁〉 | 吳夏萍 | R.Tammik、R.Breitenmoser、T.Peters | 盧國沾 |

## 獎項
| 年份 | 頒獎典禮            | 獎項         | 獲提名 | 結果 |
| ---- | ------------------- | ------------ | ------ | ---- |
| 1985 | 第22屆金馬獎        | 最佳女配角   | 葉德嫻 | 提名 |
| 1986 | 第5屆香港電影金像獎 | 最佳女主角   | 夏文汐 | 提名 |
| 1986 | 第5屆香港電影金像獎 | 最佳女配角   | 葉德嫻 | 獲獎 |
| 1986 | 第5屆香港電影金像獎 | 最佳美術指導 | 李景文 | 提名 |

## 外部連結
- 香港影庫上《花街時代》的資料（繁體中文）
- 開眼電影網上《花街時代》的資料（繁體中文）
- 时光网上《花街時代》的資料（简体中文）
- 豆瓣电影上《花街時代》的資料 （简体中文）
- 互联网电影数据库（IMDb）上《花街時代》的资料（英文）
- AllMovie上《花街時代》的资料（英文）
- 香港電影資料館 花街時代 （页面存档备份，存于）